# Пикраты
Пикраты — группа химических соединений — солей пикриновой кислоты (2,4,6-тринитрофенола C6H2(NO2)3OH). Традиционно в эту группу включают также соединения пикриновой кислоты с некоторыми органическими веществами, которые, как правило, не являются солями. Пикриновая кислота образует пикраты практически со всеми металлами, за исключением олова. Пикраты чаще всего используют как инициирующие взрывчатые вещества или компоненты составов, повышающие их чувствительность.

## История
Предположительно, соли пикриновой кислоты (пикраты свинца и калия) обнаружил Глаубер, воздействуя азотной кислотой (методы изготовления которой он разработал) на шерсть и рог. Считается, что первые печатные сообщения о пикратах опубликованы в 1795 году, однако длительное время их состав и свойства не были точно определены. Первое применение смеси пикрата калия, нитрата калия и угля как взрывчатого вещества было предложено Десиньолем (Designolle) в 1869. В этом же году Фонтейн (Fountaine) предложил смесь пикрата калия и хлората калия, а Абель (Abel) предложил смесь пикрата аммония и нитрата калия. Первые систематические исследования пикратов металлов были проведены в 1901 Дюпре (Dupre), продолжены Уиллом (Will) в 1906, Силберрадом (Silberrad) и Филлипсом (Phillips) в 1908, Кастом (Kast) в 1911.

## Взрывчатые свойства
Общее свойство всех пикратов — образовывать кристаллогидраты с различным количеством молекул воды. Чувствительность в значительной степени зависит от количества остаточной воды, чем её больше, тем менее чувствительны материалы.
В ряду пикратов с различными катионами чувствительность уменьшается в ряду:
Pb>Fe>Co>Ni>Ba>Cu>Mn>Zn>Ca, Na, NH4

## Получение
Пикраты могут быть получены действием на пикриновую кислоту гидроксидов или карбонатов соответствующих металлов, а также другими методами.

## Отдельные неорганические пикраты

### Пикраталюминия
Химическая формула [C6H2(NO2)3O]3Al, молекулярная масса 711,31 а. е. м. Содержание азота 17,73 %. Плавится выше 100 °C, при дальнейшем нагревании взрывается. Может быть получен продолжительным нагреванием из его гидратов (например, ди-, тетра-, дека- или гексадекагидрата) при температуре ниже 100 °C. Чувствительность к удару при испытании по методу Арсенала Пикаттини с грузом 2 кг — 40,6 см (для тротила — 35,6 см).
Дигидрат пикрата алюминия [C6H2(NO2)3O]3Al*2H2O получается из декагидрата при нагревании до +80 °C. По чувствительности он сравним с безводной солью, а декагидрат имеет низкую чувствительность. Дигидрат пикрата алюминия взрывается при температуре около 360 °C.
Основной пикрат алюминия [C6H2(NO2)3O]2AlOH·7H2O, молекулярная масса 530,35 а. е. м. Красноватые или палево-желтые игольчатые кристаллы, при нагреве до +80 °C переходят в тетрагидрат жёлтого цвета, который при дальнейшем нагревании взрывается.

### Пикрат аммония
Другие названия: тринитрофенолят аммония, взрывчатое вещество Д и даннит (en:dunnite) (в военном применении в США).
Химическая формула C6H2(NO2)3ONH4, молекулярная масса 246,14. Содержание азота 22,77 %. Кислородный баланс с окислением до CO2: −52 %. Две формы: стабильная жёлтая и метастабильная красная.
Получают реакцией нейтрализации в водном растворе пикриновой кислоты аммиаком в виде газа или водного раствора.
Пикрат аммония — одно из первых бризантных взрывчатых веществ, которые начали применяться в XIX веке для снаряжения боеприпасов, название даннит получил от фамилии майора армии США Данна, предложившего использовать его в снарядах. Под наименованием Explosive D широко использовался и используется в США. Входит в состав нескольких взрывчатых смесей (например, пикратола).
По взрывчатым характеристикам незначительно уступает тротилу, чувствительность меньше, чем у тротила.

### Пикратбария
Химическая формула [C6H2(NO2)3O]2Ba, молекулярная масса 594,64 а. е. м. Содержание азота 14,14 %. Жёлтый кристаллический порошок, взрывается при 333—337 °C с умеренной мощностью. Может быть получен нагреванием пентагидрата [C6H2(NO2)3O]Ba·5H2O . Пентагидрат — жёлтые призматические игольчатые кристаллы, получаются из концентрированного водного раствора. Безводная соль взрывается при 403 °C, но малочувствительна к удару и трению.

### Пикраткадмия
Химическая формула [C6H2(NO2)3O]2Cd, молекулярная масса 569,70 а. е. м. Содержание азота 14,76 %. Жёлтый кристаллический порошок. Взрывается при 336—341 °C. Получается нагревом кристаллогидратов при 80-150 °C. (пента-, гепта- или октогидрата). Чувствительность к удару безводной соли по методу Арсенала Пикатинни с грузом 2 кг составляет 30,5 см (тротил — 35,6 см). Чувствительность октагидрата 88,9 см, он менее чувствителен, чем дымный порох.

### Пикраткальция
Химическая формула [C6H2(NO2)3O]2Ca, молекулярная масса 497,38 а. е. м. Содержание азота 16,90 %. Жёлтый кристаллический порошок. Взрывается при 323—328 °C. Получается нагревом декагидрата при +80 °C.

### Пикратцерия
Химическая формула [C6H2(NO2)3O]2Ce, молекулярная масса 824,45 а. е. м. Содержание азота 15,29 %. Коричневый кристаллический порошок. Взрывается при 306—313 °C. Получается нагревом кристаллогидратов (три-, или ундекагидрата).

### Пикратцезия
Химическая формула C6H2(NO2)3OCs, молекулярная масса 361,01 а. е. м. Содержание азота 11,64 %. Жёлтые иглообразные кристаллы. Взрывается при 277—287 °C. Использовался в США для возбуждения взрыва в зарядах гексогена в магнитогидродинамических генераторах (МГД-генераторах).

### Пикратхрома
Химическая формула [C6H2(NO2)3O]5Cr·27H2O, молекулярная масса 1695,09 а. е. м. Содержание азота 12,04 %. Зелёный кристаллический порошок. Получается взаимодействием эквивалентных количеств пикрата бария и фиолетовой модификации сульфата хрома (зелёная модификация не полностью реагирует с пикратом бария). Безводная соль получается дегидратацией при 150 °C. Тридекагидрат и моногидрат взрываются при 330 °C. Чувствительность к удару при испытании по методу Арсенала Пикаттини с грузом 2 кг для тридекагидрата 91,4 см, для моногидрата 20,3 см (для тротила — 35,6 см).

### Пикраткобальта
Химическая формула [C6H2(NO2)3O]2Co, молекулярная масса 371,03 а. е. м. Содержание азота 22,66 %. Коричневый кристаллический порошок. Взрывается при 320—325 °C. Получается нагревом кристаллогидратов при 150 °C.

### Пикратмеди
Химическая формула [C6H2(NO2)3O]2Cu, молекулярная масса 520,85 а. е. м. Содержание азота 16,14 %. Жёлто-зелёный кристаллический порошок, очень гигроскопичный. Взрывается при 282—287 °C, по другим данным при 373 °C. Получается нагревом кристаллогидратов при 80-150 °C. Чувствительность к удару при испытании по методу Арсенала Пикаттини с грузом 2 кг — 30,5 (для тротила — 35,6 см). Тригидрат взрывается при 300 °C, его чувствительность к удару 48,3 см.

### Пикратжелеза(III)
Химическая формула [C6H2(NO2)3O]3Fe·11H2O, молекулярная масса 938,4 а. е. м. Содержание азота 13,44 %. Красно-жёлтый игольчатый кристаллический порошок. Получен Кастом в 1911 обработкой горячего насыщенного раствора сульфата железа пикратом бария. Имеет несколько кристаллогидратов, которые взрываются при 295 °C. Чувствительность к удару при испытании по методу Арсенала Пикаттини с грузом 2 кг — от 15,2 см для материала, высушенного при 150 °C, до 91,4 см для материала, высушенного при +25 °C.

### Пикрат железа II
Химическая формула[C6H2(NO2)3O]2Fe, молекулярная масса 513,15 а. е. м. Содержание азота 16,38 %. Тёмно-зелёный кристаллический порошок. Взрывается при 315—320 °C. Получается сушкой октагидрата в вакуумном эксикаторе над серной кислотой. Октагидрат был получен обработкой горячего насыщенного раствора сульфата железа (II) пикратом бария. Жёлтые гексагональные призмы октагидрата при хранении приобретают коричневый цвет. Чувствительность к удару при испытании по методу Арсенала Пикаттини с грузом 2 кг — 91,4 см.

### Пикратсвинца
Химическая формула [C6H2(NO2)3O]2Pb, молекулярная масса 663,41 а. е. м. Содержание азота 12,67 %. Жёлтый кристаллический порошок. Взрывается при 270—281 °C. Получается сушкой моногидрата или тетрагидрата при 150 °C. Тетрагидрат был получен обработкой раствора пикриновой кислоты карбонатом свинца. Чувствительность к удару безводной соли при испытании с грузом 500 г — 4 см (для гремучей ртути — 24 см). Чувствительность к удару при испытании по методу Арсенала Пикаттини с грузом 2 кг — 5 см. Чувствительность к трению также высока.
Моногидрат пикрата свинца был запатентован во Франции в 1872 году для применения в капсюлях и детонаторах. Использовался в Германии для производства зажигательных смесей.

### Пикратлития
Химическая формула C6H2(NO2)3OLi, молекулярная масса 235,05 а. е. м. Содержание азота 17,88 %. Жёлтый кристаллический порошок. Очень гигроскопичен, с образованием моногидрата. Взрывается при 318—323 °C. Получается сушкой гидратов. Плотность 1,724 — 1,740 г/см3.

### Пикратмагния
Химическая формула [C6H2(NO2)3O]2Mg, молекулярная масса 481,60 а. е. м. Содержание азота 17,45 %. Взрывается при 367—372 °C. Получается сушкой гидратов при 150 °C.

### Пикратмарганца
Химическая формула [C6H2(NO2)3O]2Mn, молекулярная масса 512,23 а. е. м. Содержание азота 16,41 %. Жёлтый кристаллический порошок. Взрывается при 325—330 °C. Получается сушкой гидратов при 150 °C.

### Пикратникеля
Химическая формула [C6H2(NO2)3O]2Ni, молекулярная масса 516,01 а. е. м. Содержание азота 16,29 %. Зелёный кристаллический порошок. Взрывается при 335—340 °C, гексагидрат взрывается при 390 °C. Получается сушкой гидратов. Чувствительность к удару при испытании по методу Арсенала Пикаттини с грузом 2 кг для безводной соли — 10,1 см.

### Пикратыплатины
Платина образует комплексные соединения, содержащие ион пикриновой кислоты:
- [Pt(CH3SCH3)4]·[C6H2(NO2)3O]2, содержание азота 9,32 %, жёлтые кристаллы, взрывается при нагреве.
  - [Pt(C2H5SCH2CH2SC2H5)2]·[C6H2(NO2)3O]2, содержание азота 8,8 %, жёлтые кристаллы, взрывается при нагреве.

### Пикраткалия
Химическая формула C6H2(NO2)3OK, молекулярная масса 267,20 а. е. м. Содержание азота 15,73 %. Красновато-жёлтые или зелёные ромбические кристаллы. Взрывается при 310—316 °C. Предположительно, впервые был получен Глаубером в XVII веке растворением древесины в азотной кислоте и нейтрализацией поташом K2CO3. Получается в реакции нейтрализации горячего водного раствора карбоната калия горячим раствором пикриновой кислоты и отделением кристаллов при охлаждении раствора. Растворимость в воде при +15 °C 0,5 г/100 г воды, при 100 °C 25 г/100 г воды. Растворимость в этиловом спирте 0,2 г/ 100 г. Теплота взрывчатого разложения при постоянном объёме 621,8 ккал/моль. Взрывается при 370 °C.
Чувствительность к удару 2 дюйма. Стабильность близка к пикрату аммония (Explosive D), но бризантность меньше. При контакте с огнём детонирует. При любых условиях взрывания выделяется чёрный дым неокисленного углерода. Смеси с окислителями (например, нитратом калия) могут гореть без детонации, но чувствительны к удару и опасны в обращении.
В 1869 году Десиньолем разработан взрывчатый состав (смесь пикрата калия, нитрата калия и древесного угля) (порох Десиньоля), а также порох Фонтэйна (Fountain) (смесь пикрата калия и хлората калия). Пикрат калия использовался в пиротехнических составах для сигнальных свистков (использующих характерный звук, возникающий при горении некоторых пикратов). Использовался в составе баллиститных твёрдых ракетных топлив, в различных инициирующих составах (например, в смесях пикрата калия, пикрата свинца и хлората калия).
Смесь мелкодисперсных пикрата калия с нитратом калия в соотношении 60:40 по массе, плотно упакованная в бумажные или бамбуковые трубочки диаметром от ¼ до ¾ дюйма, горит с громким свистящим звуком. Во время Второй мировой войны немецкая армия применяла такие свистки в качестве дополнительных устройств к бомбам для усиления психологического воздействия. Свистки применялись как сигнальное средство при газовой атаке. Указанная смесь имеет высокую чувствительность и опасна в обращении, поэтому была заменена смесью галловой кислоты и хлората калия.

### Пикратрубидия
Химическая формула C6H2(NO2)3ORb, молекулярная масса 313,58 а. е. м. Содержание азота 13,40 %. Жёлтый игольчатый кристаллический порошок. Взрывается при 300—315 °C. Взрывается при ударе.

### Пикратсеребра
Серебро образует комплексные аммиачные соли [Ag(NH3)2]·[C6H2(NO2)3O]2, молекулярная масса 682,23. Содержание азота 28,75 %. Жёлтые кристаллы, взрываются при нагреве.

### Пикратнатрия
Химическая формула C6H2(NO2)3ONa, молекулярная масса 251,10 а. е. м. Содержание азота 16,74 %. Желтоватый игольчатый кристаллический порошок. Взрывается при 310—315 °C. Получается сушкой моногидрата при 150 °C. Моногидрат был получен нейтрализацией водного раствора пикриновой кислоты карбонатом натрия. Моногидрат взрывается при 360 °C. Чувствительность к удару при испытании по методу Арсенала Пикаттини с грузом 2 кг для моногидрата 43,2 см, для безводной соли 38,1 см (для тротила 35,6 см).

Пикрат натрия горит при контакте с пламенем и придаёт эти свойства смесям с другими материалами. Использовался во взрывчатых и пиротехнических составах, в том числе вместо пикрата калия.

Двойные пикраты (например, получаемые совместно пикрат натрия и пикрат свинца) показывают меньшую чувствительность к удару, чем эти соли по отдельности.

### Пикратталлия
Химическая формулаC6H2(NO2)3OTl, молекулярная масса 432,48 а. е. м. Содержание азота 9,72 %. Жёлтый игольчатый кристаллический порошок. Взрывается при 273—275 °C. Получается обработкой раствора пикриновой кислоты карбонатом таллия. Взрывается при нагреве и ударе.

### Пикраттория
Химическая формула [C6H2(NO2)3O]4Th, молекулярная масса 1324,68 а. е. м. Содержание азота 12,69 %. Жёлтый игольчатый кристаллический порошок. Температура плавления +52— +53 °C. Взрывается при контакте с пламенем.

### Пикратцинка
Химическая формула [C6H2(NO2)3O]2Zn, молекулярная масса 522,67 а. е. м. Содержание азота 16,08 %. Жёлто-коричневый кристаллический порошок. Взрывается при 350—355 °C. Получается сушкой гидратов при 150 °C. Чувствительность к удару 60 см для груза 2 кг, что близко к пикриновой кислоте.

### Пикратциркония
Химическая формула [C6H2(NO2)3O]4Zr, молекулярная масса 1032,66 а. е. м. Содержание азота 16,75 %. Жёлтый игольчатый кристаллический порошок. Взрывается при 317—322 °C. Может быть получен действием карбоната циркония на раствор пикриновой кислоты.

## Органические пикраты
Пикриновая кислота образует соединения, подобные пикратам, со многими органическими веществами: углеводородами, нитросоединениями, аминами, фенолами и др. Как правило, их можно получить кипячением спиртовых растворов с последующим охлаждением и выпадением кристаллов пикратов. Отдельные примеры таких соединений:
- пикрат аценафтена (acenaphthen) C12H10+C6H2(NO2)3OH. Оранжево-красные призматические кристаллы, температура плавления 161—162 °C, взрывается при 412 °C.
- пикрат аллиламина (allylamine) C3H7N+C6H2(NO2)3OH. Лимонно-жёлтые игольчатые кристаллы, температура плавления 140—141 °C, взрывается при 270 °C.
- пикрат анилина C6H5NH2+C6H2(NO2)3OH. Жёлтые кристаллы, температура плавления с разложением 165 °C, взрывается при 398 °C.
- пикрат атропина, температура плавления 173—175 °C, взрывается при 460 °C.
- пикрат азидогуанидина N3CNHNH2+C6H2(NO2)3OH. Взрывается при нагреве, к удару нечувствителен.
- пикрат цинхонидина (cinchonidine) 2C19H22ON2+3C6H2(NO2)3OH. Жёлтые кристаллы, температура плавления 194—195 °C, взрывается при 260—268 °C.
- пикрат гуанидина CH5N3+C6H2(NO2)3OH. Жёлтые кристаллы, взрывается при 498 °C.
- пикрат гексаметилентетрамина C6H12N4+C6H2(NO2)3OH. Жёлтые игольчатые, взрывается при 360 °C.
- пикрат гидразина N2H4+C6H2(NO2)3OH. Жёлтые игольчатые кристаллы, температура плавления 201 °C, взрывается при 385 °C.
- пикрат индена C9H8+C6H2(NO2)3OH. Золотисто-жёлтые кристаллы, температура плавления 98 °C, высокая чувствительность в сухом состоянии, на воздухе медленно разлагается.
- пикрат нафталина C10H8+C6H2(NO2)3OH. Золотисто-жёлтые игольчатые кристаллы, температура плавления 149—151 °C, взрывается при 484 °C. Образует с пикриновой кислотой эвтектическую смесь.
- пикрат альфа-нафтола C10H7OH+C6H2(NO2)3OH. Оранжево-жёлтые игольчатые кристаллы, температура плавления 189—190 °C, взрывается при 458 °C.
- пикрат бета-нафтола C10H7OH+C6H2(NO2)3OH. Оранжево-красные игольчатые кристаллы, температура плавления 155—157 °C, взрывается при 469 °C.
- пикрат фенантрена C14H10+C6H2(NO2)3OH. Золотисто-жёлтые игольчатые кристаллы, температура плавления 143—145 °C, взрывается при 478 °C.
- пикрат пиридина C5H5N+C6H2(NO2)3OH. Золотисто-жёлтые игольчатые кристаллы, температура плавления 165—166 °C, взрывается при 432 °C.
- Пикрат карбамида (мочевины) CH4ON2+C6H2(NO2)3OH. Жёлтые игольчатые кристаллы, температура плавления 142 °C с разложением, взрывается при 489 °C.